# Гвианская гарпия
Гвианская гарпия (лат. Morphnus guianensis) — единственный вид рода Morphnus, семейства ястребиных. Распространён в Южной Америке.
Крупная птица 71—89 см в длину с размахом крыльев 138—176 см. Вес самцов достигает 1,75—3 кг, самки на 10—20 % крупнее.
Редко встречается на обширной территории от Гватемалы, через Белиз, Гондурас, Никарагуа, Коста-Рику, Панаму, Колумбию, Венесуэлу, Гайану, Суринам, Французскую Гвиану, Бразилию (где вид сильно пострадал от разрушения среды обитания, и сейчас встречается почти исключительно в бассейне Амазонки), в восточных Андах в Эквадоре, Перу, Парагвайе и Боливии вплоть до севера Аргентины.
Ареал гвианской гарпии частично перекрывается с ареалом менее редкой южноамериканской гарпии, которая, вероятно, является близким видом. При этом гвианская гарпия в среднем меньше южноамериканской и избегает пищевой конкуренции с ней, выбирая более мелкую добычу. Её жертвами становятся как птицы, так и мелкие млекопитающие, например, капуцины и тамарины. Различными исследованиями показано, что в питании гвианской гарпии присутствуют также змеи и другие пресмыкающиеся, но их доля, видимо, сильно изменяется на индивидуальном уровне.